# Тюкунь
Тюкунь — упразднённый посёлок станции Камышлинского сельсовета в Кармаскалинском районе Башкортостана . Население на 1 января 2002 года составляло 40 человек, из них 20 обоего пола.
В 2005 году посёлок станции Тюкунь объединён с селом Александрова в село Александровка.
Текст Закона «О внесении изменений в административно-территориальное устройство Республики Башкортостан в связи с образованием, объединением, упразднением и изменением статуса населённых пунктов, переносом административных центров» от 20 июля 2005 года N 211-з:
 ст. 2. Объединить следующие населённые пункты с сохранением наименований:

5) в Кармаскалинском районе:

 а) посёлок станции Тюкунь и село Александрова Камышлинского сельсовета, установив объединённому населённому пункту тип поселения — село, с сохранением наименования «Александровка»;

## Демография
Динамика населения:
| Общие демографические показатели |               |                               |                               |
| Всё население                    | Всё население | Изменения населения 2002—2009 | Изменения населения 2002—2009 |
| 2002                             | 2009          | чел.                          | %                             |
| 40                               | -             | -40                           | 100                           |

Согласно переписи 2002 года, преобладающие национальности — русские (45 %), башкиры (42 %).

## Географическое положение
Расстояние до:
- районного центра (Кармаскалы): 27 км
- центра сельсовета (Камышлинка): 6 км
- ближайшей ж/д станции (Тюкунь): 0 км